# Pyromania (Def Leppard-album)
Pyromania er titlen på det tredje studieablum af det britiske rockband Def Leppard. Det udkom 20. januar 1983 på Vertigo Records i Europa og Mercury Records i USA.

## Spor

### Side A
1. "Rock! Rock! (Till You Drop)" (3:52)
2. "Photograph" (4:12)
3. "Stagefright" (3:46)
4. "Too Late for Love" (4:30)
5. "Die Hard the Hunter" (6:17)

### Side B
1. "Foolin'" (4:32)
2. "Rock of Ages" (4:09)
3. "Comin' Under Fire" (4:20)
4. "Action! No Words" (3:49)
5. "Billy's Got a Gun" (5:56)